# Shanganagh House

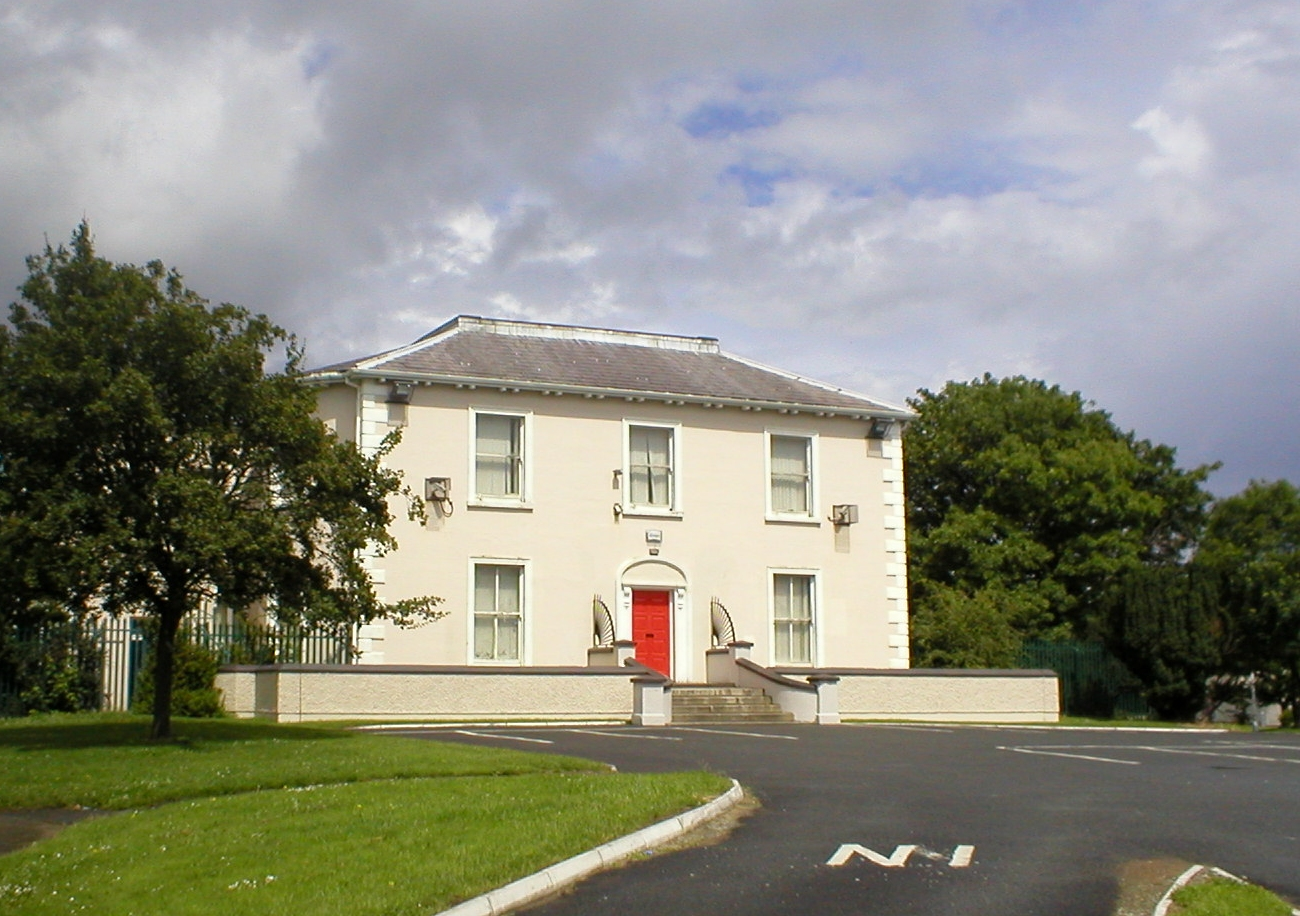
Shanganagh House

Shanganagh House (irisch Teach Sheangánaí), später auch Shanganagh Park genannt, ist ein Landhaus in Shankill, einem Vorort der irischen Hauptstadt Dublin.
Das Haus im georgianischen Stil wurde um 1823 für William Hopper errichtet. Später wohnten dort auch die Brauerfamilie Darcy und der Rennpferdzüchter Frank Field. 1970 kaufte die Grafschaftsverwaltung Dublin das Haus, das heute als Gemeinschaftshaus und von Verwaltungsgebäuden aus den späten 1970er-Jahren umgeben ist.